# Occupazione statunitense del Nicaragua
L'Occupazione statunitense del Nicaragua fu una parte del più vasto conflitto noto come guerre della banana. L'occupazione formale del Nicaragua da parte di soldati della United States Army iniziò nel 1912, anche se l'invasione su vasta scala fu preceduta da diverse operazioni militari. L'intervento aveva lo scopo di impedire la costruzione del Canale del Nicaragua ad un paese che non fossero gli Stati Uniti.
Dopo il trattato di Bryan–Chamorro del 1916, il Nicaragua divenne un quasi-protettorato statunitense.
L'occupazione si concluse quando il rivoluzionario Augusto César Sandino organizzò una guerriglia contro le truppe straniere. La Grande depressione che colpì gli Stati Uniti nel 1929 rese sempre più difficile il coprire i costi di una guerra, e nel 1933 le truppe statunitensi furono costrette al ritiro.

## Antefatti
Nel 1909, l'allora presidente del Nicaragua, il liberale José Santos Zelaya, fu costretto a fronteggiare una rivolta guidata dal governatore di Bluefields, il conservatore Juan José Estrada. Nonostante l'insuccesso militare, la ribellione di Estrada fu appoggiata dagli Stati Uniti, questo in seguito all'esecuzione di due mercenari statunitensi da parte di soldati di Zelaya. Prima di questo evento, l'attività militare degli Stati Uniti era limitata ad una sola nave che pattugliava le coste al largo di Bluefields, per proteggere la vita e gli interessi dei cittadini statunitensi residenti in quelle zone. Il 27 maggio 1910 il maggiore dello United States Marine Corps Smedley Butler arrivò sulle coste del Nicaragua con 250 uomini, al fine di aumentare la sicurezza della zona di Bluefields. Il Segretario di Stato Philander Chase Knox condannò pubblicamente Zelaya, appoggiando la rivolta di Estrada. Zelaya già nel dicembre 1909 aveva ceduto alle pressioni statunitensi, lasciando il paese e nominando come suo successore José Madriz. Madriz non riuscì a fronteggiare le rinvigorite forze ribelli di Estrada, e fu costretto alle dimissioni. Il 30 agosto 1910, con l'appoggio degli Stati Uniti, Juan Estrada fu nominato presidente del Nicaragua.
Questo permise al governo degli Stati Uniti di applicare nel paese, tramite Estrada, la cosiddetta Diplomazia del dollaro.
Lo scopo era di minare il potere economico europeo nella regione, in modo da impedire la costruzione del Canale del Nicaragua che minacciava gli interessi economici degli Stati Uniti, inoltre si volevano proteggere i privati statunitensi che avevano investito sullo sfruttamento delle risorse naturali del Nicaragua. Tale politica inoltre aprì le porte alle banche statunitensi, che iniziarono a prestare denaro al governo del Nicaragua, garantendo agli Stati Uniti il controllo sulle finanze del paese. Lo stretto rapporto tra Stati Uniti e Nicaragua continuò anche sotto il governo del successore di Estrada, Adolfo Díaz.

## La rivolta di Luis Mena
Il rapporto con il governo degli Stati Uniti fece presto crollare la popolarità di Díaz nel paese. Correnti nazionalistiche iniziarono a nascere in seno alle forze armate nicaraguensi, sostenute tra l'altro dello stesso ministro della guerra Luis Mena. Mena riuscì ad ottenere l'appoggio dell'Assemblea Nazionale, accusando Díaz di "vendere il Nicaragua alle banche statunitensi". Quando l'opposizione di Mena divenne una vera e propria rivolta, Díaz chiese aiuto agli Stati Uniti. Knox portò l'appello di Dìaz al presidente Taft, sostenendo la necessità di un intervento militare per proteggere in particolare la ferrovia che collegava Corinto a Granada, di vitale importanza per gli interessi economici statunitensi. Nell'estate del 1912 arrivarono 100 marines a bordo della USS Annapolis. Ad essi si aggiunsero altri 350 marines al comando di Smedley Butler, provenienti da Panama.
Il comando della forza statunitense, a cui si aggiunsero altri 750 marines sotto il comando di Joseph Henry Pendleton, fu affidato al retroammiraglio William Henry Hudson Southerland. L'obbiettivo principale era di mettere in sicurezza la ferrovia che congiungeva Corinto con Managua. Un gruppo di 100 marines, al comando di Butler, riuscì a conquistare il tratto di ferrovia nella zona di León. In seguito dovettero fronteggiare la fiera opposizione delle truppe del generale Benjamín Zeledón e della popolazione locale. Alla fine, gli uomini di Butler riuscirono a prendere il controllo dell'intero tratto ferroviario fino a Managua. Il 22 settembre Mena si arrese e lasciò il paese. Il generale Zeledón invece rifiutò di deporre le armi, mantenendo il controllo del forte sulla collina Coyotepe e della regione de La barranca. Il 2 ottobre, sotto al comando di Pendleton, le truppe di Butler attaccarono Coyotepe, in quella che passò alla storia come la Battaglia della collina Coyotepe. Dopo l'attacco dell'artiglieria pesante, 700 marines diedero l'assalto alla cima della collina. Negli scontri che seguirono rimasero uccisi 27 nicaraguensi. Zeledón e le forze ribelli furono definitivamente sconfitti nella città di Masaya dalle truppe dei Marines e dall'esercito regolare nicaraguense. Una volta che il potere fu tornato stabilmente nelle mani di Dìaz, gli Stati Uniti ritirarono le loro truppe dal Nicaragua, lasciando solo 100 marines a protezione della missione diplomatica statunitense. La presenza americana in Nicaragua permise il mantenimento della pace per i successivi 15 anni, garantendo agli Stati Uniti l'influenza nella politica e nell'economia del paese.

## I ribelli Sandinisti
Nel 1926, con un colpo di Stato il dirigente del partito conservatore Emiliano Chamorro depose il presidente Jean Carlos Solórzano e dopo aver costretto alle dimissioni il vicepresidente Juan Batista Sacasa, esponente del partito liberale, prese il potere. Gli Stati Uniti non riconobbero Chamorro come legittimo presidente, ed al suo posto posero Adolfo Dìaz. I liberali iniziarono allora una guerra, che prese il nome di guerra costituzionalista, chiedendo che il potere ritornasse nelle mani di Sacasa. Il governo degli Stati Uniti decise di intervenire. Le forze della United States Navy presero il controllo delle coste, e furono dichiarate zone neutrali alcuni punti strategici d'importanza fondamentale per le forze liberali. In particolare, fu dichiarata zona neutrale la città di Puerto Cabezas, roccaforte dei liberali. I marines infine catturarono Sacasa e lo obbligarono a lasciare la zona neutrale. Uno dei comandanti delle forze liberali, Augusto César Sandino, applicando le tattiche della guerriglia inizia ad ottenere numerosi successi contro le truppe dei conservatori. Intanto, per paura di un intervento militare degli Stati Uniti a supporto dei conservatori, i capi dei liberali decisero di trattare con gli Stati Uniti, riconoscendo il governo Dìaz in attesa delle elezioni del 1928. Sandino, che non aveva accettato tale patto e si era rifugiato con i suoi uomini a El Chipote, iniziò ad organizzarsi per combattere le truppe statunitensi. Partito inizialmente con soli 30 uomini, alla fine Sandino si trovò a comandare circa 6000 uomini, provenienti anche da altri paesi, che presero il nome di Esercito difensore della sovranità nazionale.
Nel 1929 nonostante gli sforzi degli Stati Uniti, che arrivarono ad impiegare anche l'aviazione militare, i ribelli sandinisti avevano il controllo della maggior parte del paese, con le truppe dei Marine confinate nella zona centrale. Gli Stati Uniti decisero allora di cambiare tattica, arruolando la popolazione locale nella neonata Guardia Nazionale del Nicaragua.  Tale esercito, addestrato ed equipaggiato dagli statunitensi, non riuscì comunque a cambiare l'andamento della guerra. I ribelli sandinisti arrivarono a conquistare la capitale Managua, distruggendo le proprietà statunitensi e giustiziando chi veniva considerato un collaborazionista.
Intanto, negli Stati Uniti schiacciati dalla Grande depressione, il neoeletto presidente Franklin Delano Roosevelt proclama la politica di buon vicinato, che di fatto pone fine all'occupazione statunitense di diversi paesi nell'area del Sud America e dei Caraibi, Nicaragua compreso. Il 1º gennaio del 1933 le forze statunitensi abbandonarono ufficialmente il territorio del Nicaragua.